# Giải Sao Thổ cho diễn viên trẻ xuất sắc nhất
Giải Sao Thổ cho diễn viên trẻ xuất sắc nhất là một trong các giải Sao Thổ dành cho diễn viên trẻ trong một phim, được bầu chọn là xuất sắc nhất. Giải này được lập từ năm 1984.

## Các người đoạt giải
| Năm     | Diễn viên         | Phim                       |
| ------- | ----------------- | -------------------------- |
| 1984    | Noah Hathaway     | The Neverending Story      |
| 1985    | Barret Oliver     | D.A.R.Y.L.                 |
| 1986    | Carrie Henn       | Aliens                     |
| 1987    | Kirk Cameron      | Like Father, Like Son      |
| 1988    | Fred Savage       | Vice Versa                 |
| 1989/90 | Adan Jodorowsky   | Santa Sangre               |
| 1991    | Edward Furlong    | Terminator 2: Judgment Day |
| 1992    | Scott Weinger     | Aladdin                    |
| 1993    | Elijah Wood       | The Good Son               |
| 1994    | Kirsten Dunst     | Interview with the Vampire |
| 1995    | Christina Ricci   | Casper                     |
| 1996    | Lucas Black       | Sling Blade                |
| 1997    | Jena Malone       | Contact                    |
| 1998    | Tobey Maguire     | Pleasantville              |
| 1999    | Haley Joel Osment | The Sixth Sense            |
| 2000    | Devon Sawa        | Final Destination          |
| 2001    | Haley Joel Osment | A.I.                       |
| 2002    | Tyler Hoechlin    | Road to Perdition          |
| 2003    | Jeremy Sumpter    | Peter Pan                  |
| 2004    | Emmy Rossum       | Phantom of the Opera       |
| 2005    | Dakota Fanning    | War of the Worlds          |
| 2006    | Ivana Baquero     | Pan's Labyrinth            |
| 2007    | Freddie Highmore  | August Rush                |